# Berg (Opper-Franken)
Berg is een gemeente in de Duitse deelstaat Beieren, en maakt deel uit van het Landkreis Hof.
Berg telt 2.041 inwoners.

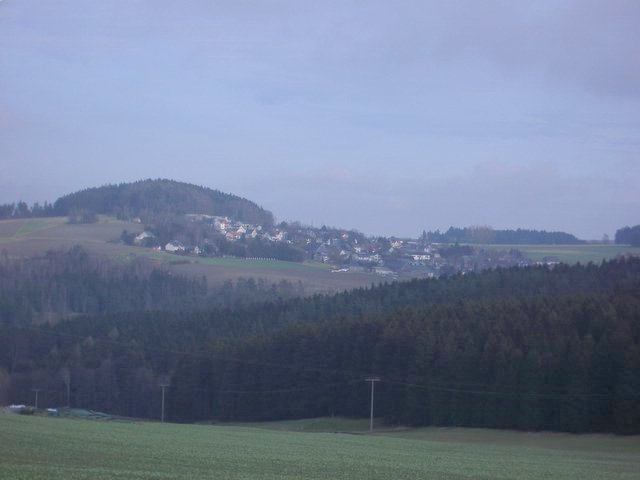
Berg
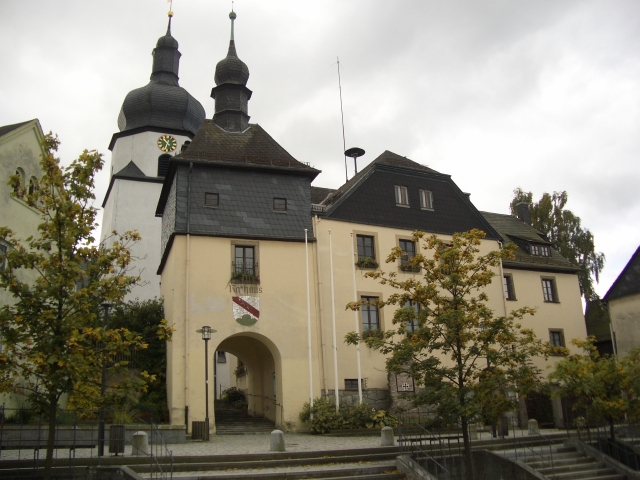
Raadhuis

Tot de gemeente behoren in totaal 40 dorpen,  gehuchten en zogenaamde Einöden, waaronder het dorpje Schnarchenreuth, waar een vervallen, uit 1745 daterend kasteel staat. Ook dit kasteel heet Schnarchenreuth. Deze naam heeft niets met snurken  (Duits: schnarchen) te maken.
In de gemeente staat het bedrijf LIROS, een fabriek van o.a. touw.
Bad Steben ·
Berg ·
Döhlau ·
Feilitzsch ·
Gattendorf ·
Geroldsgrün ·
Helmbrechts ·
Issigau ·
Köditz ·
Konradsreuth ·
Leupoldsgrün ·
Lichtenberg ·
Münchberg ·
Naila ·
Oberkotzau ·
Regnitzlosau ·
Rehau ·
Schauenstein ·
Schwarzenbach a.Wald ·
Schwarzenbach a.d.Saale ·
Selbitz ·
Sparneck ·
Stammbach ·
Töpen ·
Trogen ·
Weißdorf ·
Zell